# Штитаре (Нови Пазар)
Штитаре је насељено место града Новог Пазара у Рашком округу. Налази се на Голији. Према попису из 2022. било је 30 становника. До села не постоји асфалтиран прилазни пут.

## Географија и историја
Штитаре се налази на јужним падинама Голије, окружено је селима Осаоницом, Свилановом, Троштицама, Раковцем, Батинићима и Гошевом. Ово насеље се налази у долини Људске реке, у Осаоничкој котлини. Дели се на Горње и Доње Штитаре. Кроз Штитаре протиче Штитарски поток који извире са травнатог платоа села Гошева и улива се у Људску реку. Овај поток је јако бујичав за време летњих киша и топљења голијског снега. Корито му је дубоко и стрмо. Поред овог потока налази се и пут који води у правцу Дежевске долине и постоје записана казивања да је то крак Дубровачког пута. Код лепо урађене штитарске друмске чесме саграђен је, прво дрвени, па онда бетонски мост. У селу се налази и црква Светог Николе, изграђена 1640. године, за време обновљене Пећке патријаршије, која је у околини Новог Пазара изградила 10-ак цркава. Једно време је у Горњим Штитарима радила четвороразредна основна школа.
Штитаре је записано у турском дефтеру 1455. године као Горњи Штитар и као тимар измећара Иса-бега Исаковића, оснивача Новог Пазара. Записано је и 1585. године приликом успостављања обавезе овчарине и трговине. Тада је неки Петријин Вук имао 30, Влајо Десница 35, Петре Данко 35 и Вељо Радина 60 оваца и коза. Штитаре је записано и у Сопоћанском поменику (15-16. век).
Године 1941, за време Другог светског рата, сва подголијска села, па и Штитаре, била су нападнута и паљена од стране албанско-муслиманских освајачких група - балиста. Становници подголијских села су им се супротставили и после погибије њиховог команданта код Троштичког и Штитарског камена балисти се повлаче преко Људске реке на Сјеничку пештер.

### Црква Светог Николе у Штитарима
Црква Св. Николе, позната под именом Никољача, издваја се својом архитектонском занимљивошћу и
буди посебну пажњу. То је црква средњих димензија, рађена са очигледним декоративним претензијама. У основи је једнобродна грађевина са олтарском апсидом која је изнутра полукружна, а споља седмострана. Поред наоса има и припрату која је од наоса одвојена луком ношеним ступцима. Пресведена је полуљубичастим сводом који подупиру ојачавајући лукови. Занимљиво је да светлост продире кроз два отвора на своду наоса и кроз један прозор на јужном зиду, који је необично вешто профилисан тако да чини врло уочљив декоративни елемент на грађевини. С посебним осећањем декоративности обрађена је западна фасада. Шест изванредно лепо профилисаних конзола повезано је луковима чинећи слепу аркаду елегантних облика и ритмике. Грађевина је зидана од лепо обрађених блокова камена пешчара, љубичасте фактуре. О времену градње цркве нема никаквих одређених података. Међутим, по стилу фресака и по архитектури можемо закључити да је црква настала око 1640. године. Оскудна и недовољна обавештења о живопису даје нам оштећени натпис који се налази у олтарском простору. На основу тог натписа сазнајемо да је ктитор живописа био неки Вујко. Поред њега на натпису се помињу неки Алтар и Дачул чије су улоге у декорацији цркве нејасне. Можда међу њима треба тражити аутора живописа. Од представљених сцена и фигура очуване су само оне у олтарском простору. Сачувана је сцена Визије Св. Петра Александријског. Такође пажњу одузимају фигуре архијереја: Светог Василија Великог, Светог Глигорија Великог, Светог Спиридона, Светог Кирила Филозофа и Светог Николе. Фреске су рађене на тамно-плавој и жутој позадини. Сигнатуре су исписане белом бојом. По ставовима неких фигура и начину њихове обраде може се претпоставити да је аутор ових живописа
један од мајстора који је радио фреске у цркви код Тутина. Зидно сликарство тутинске цркве настало је 1647. године. Пошто су сличности између ове две цркве очигледне онда следи закључак да је црква у Штитарима настала у истом периоду. Посебну вредност представљају царске двери које су једнини сачувани део од првобитног иконостаса. На дверима је насликана сцена Благовести. По сликарским квалитетима двери су значајно остварење српског иконописа с краја прве половине 17. века.

## Демографија
У насељу Штитаре живи 62 пунолетна становника, а просечна старост становништва износи 45,5 година (43,7 код мушкараца и 47,4 код жена). У насељу има 25 домаћинстава, а просечан број чланова по домаћинству је 3,08.
У селу има преко педесет домаћинстава, али је само двадесетак стално насељно. Остала домаћинства су напуштена током зиме, а насељена преко лета.
Ово насеље је у потпуности насељено Србима (према попису из 2002. године).
У Штитарима живе следећи родови: Бешевићи, 4 дома, слава Аранђеловдан, пореклом из Бишева; Васићи, 2 дома, Свети Никола, пореклом из Бишева; Васовићи, 2 дома, Свети Пантелија, пореклом из Гошева; Мараши, 2 дома, Свети Никола, из Подгорице; Пајовићи, 2 дома, Свети Никола; Мићовићи, 1 дом, Свети Јован, из Корутана; Пузовићи, 1 дом, Свети Никола, из Бијелог Поља; Шарци, 2 дома, Крстовдан, из Жабљака.
Из Штитара су се иселиле следеће породице: Бешевићи, 1 дом, Београд; Пајовићи, 2 дома, Београд; Васићи, 4 дома, Аранђеловац, Беч, Крагујевац, Вршац. Ово су подаци за 2006. годину.
| Година       | 1948 | 1953 | 1961 | 1971 | 1981 | 1991 | 2002 | 2011 |
| ------------ | ---- | ---- | ---- | ---- | ---- | ---- | ---- | ---- |
| Становништво | 231  | 229  | 233  | 176  | 132  | 100  | 77   | 100  |

| Етнички састав према попису из 2002.‍ | Етнички састав према попису из 2002.‍ | Етнички састав према попису из 2002.‍ | Етнички састав према попису из 2002.‍ | Етнички састав према попису из 2002.‍ |
| ------------------------------------ | ------------------------------------ | ------------------------------------ | ------------------------------------ | ------------------------------------ |
|                                      |                                      |                                      |                                      |                                      |
| Срби                                 | Срби                                 |                                      | 77                                   | 100,0%                               |
| непознато                            | непознато                            |                                      | 0                                    | 0,0%                                 |

| Година пописа     | 1948. | 1953. | 1961. | 1971. | 1981. | 1991. | 2002. |
| ----------------- | ----- | ----- | ----- | ----- | ----- | ----- | ----- |
| Број домаћинстава | 29    | 31    | 31    | 30    | 29    | 26    | 25    |

| Број чланова      | 1 | 2 | 3 | 4 | 5 | 6 | 7 | 8 | 9 | 10 и више | Просек |
| ----------------- | - | - | - | - | - | - | - | - | - | --------- | ------ |
| Број домаћинстава | 7 | 7 | 3 | 1 | 2 | 2 | 3 | 0 | 0 | 0         | 3,08   |

| Пол    | Укупно | Неожењен/Неудата | Ожењен/Удата | Удовац/Удовица | Разведен/Разведена | Непознато |
| ------ | ------ | ---------------- | ------------ | -------------- | ------------------ | --------- |
| Мушки  | 31     | 6                | 22           | 3              | 0                  | 0         |
| Женски | 33     | 6                | 22           | 5              | 0                  | 0         |
| УКУПНО | 64     | 12               | 44           | 8              | 0                  | 0         |

| Пол    | Укупно                    | Пољопривреда, лов и шумарство | Рибарство                            | Вађење руде и камена | Прерађивачка индустрија       |
| ------ | ------------------------- | ----------------------------- | ------------------------------------ | -------------------- | ----------------------------- |
| Мушки  | 20                        | 18                            | 0                                    | 0                    | 2                             |
| Женски | 10                        | 10                            | 0                                    | 0                    | 0                             |
| УКУПНО | 30                        | 28                            | 0                                    | 0                    | 2                             |
| Пол    | Производња и снабдевање   | Грађевинарство                | Трговина                             | Хотели и ресторани   | Саобраћај, складиштење и везе |
| Мушки  | 0                         | 0                             | 0                                    | 0                    | 0                             |
| Женски | 0                         | 0                             | 0                                    | 0                    | 0                             |
| УКУПНО | 0                         | 0                             | 0                                    | 0                    | 0                             |
| Пол    | Финансијско посредовање   | Некретнине                    | Државна управа и одбрана             | Образовање           | Здравствени и социјални рад   |
| Мушки  | 0                         | 0                             | 0                                    | 0                    | 0                             |
| Женски | 0                         | 0                             | 0                                    | 0                    | 0                             |
| УКУПНО | 0                         | 0                             | 0                                    | 0                    | 0                             |
| Пол    | Остале услужне активности | Приватна домаћинства          | Екстериторијалне организације и тела | Непознато            | Непознато                     |
| Мушки  | 0                         | 0                             | 0                                    | 0                    | 0                             |
| Женски | 0                         | 0                             | 0                                    | 0                    | 0                             |
| УКУПНО | 0                         | 0                             | 0                                    | 0                    | 0                             |